# Call of Duty: Modern Warfare 3
A Call of Duty: Modern Warfare 3 egy 2011-ben megjelent belső nézetes lövöldözős játék, amelyet az Infinity Ward és a Sledgehammer Games fejlesztett, és az Activision adott ki. A játék 2011. november 8-án jelent meg világszerte Windows, Xbox 360, PlayStation 3, Wii és OS X platformokra. Ez a Modern Warfare-trilógia harmadik és egyben befejező része, és összességében a nyolcadik epizód a Call of Duty sorozatban. A történet közvetlenül folytatja a Modern Warfare 2 (2009) eseményeit.

## Játékmenet
A Modern Warfare 3 egy belső nézetes lövöldözős videojáték, amely játékmenetében nagymértékben hasonlít az előző részekhez. A Modern Warfare 3 egyjátékos kampányában a játékos különböző szereplők irányítását veszi át, miközben a történet több nézőponton keresztül bontakozik ki. A kampány, akárcsak az előző részekben, három nagyobb szakaszra („Act”-re) van osztva. Minden küldetés célkitűzéseit a képernyőn látható kezelőfelület mutatja, amely irányt és távolságot is jelez. A játékos sebződését vérfröccsenés vagy piros színű elhomályosulás jelzi a képernyőn; az életerő idővel automatikusan visszatöltődik, ha a játékos nem szenved további sérülést. A küldetések céljai változatosak lehetnek: eljutni egy ellenőrzőponthoz, ellenségek kiiktatása adott helyszíneken, védekezés ellenséges egységek ellen, távirányított fegyverek irányítása, illetve robbanóanyagok telepítése ellenséges létesítményeknél. A játékos mellett mindig harcolnak szövetséges katonák is, akiknek azonban nem adható közvetlen parancs. A játék, az előző részhez hasonlóan, tartalmaz egy interaktív jelenetet, amelyben egy terrortámadás során civilek – köztük gyerekek – is megsérülnek. Ezt a jelenetet a játékos döntése alapján át lehet ugrani, mivel felkavaró és megrázó tartalomként van kezelve.

## Cselekmény
|  | Alább a cselekmény részletei következnek! |

2016 augusztusában Soap (Kevin McKidd) és Price (Billy Murray) egy indiai (Himachal Pradesh állambeli) rejtekhelyre kerülnek, ahonnan Nikolai menti ki őket. A biztonságos menedék azonban nem tart sokáig: Makarov emberei hamarosan rajtuk ütnek. Price kérésére Nikolai segítséget kér legjobb emberétől – Yuritól, egy korábbi Spetsnaz-kommandóstól, aki személyes bosszút is forral Makarov ellen. Ezzel egy időben a „Metal” fedőnevű Delta Force-osztag segíti az amerikai erőket New York városának védelmében az orosz hadsereggel szemben. Miután hatástalanítanak egy rádiózavart a New York-i tőzsde épületének tetején, a csapat segíti a Navy SEAL-eket egy Oscar II-osztályú orosz tengeralattjáró elfoglalásában, majd rakétakészletét felhasználva megsemmisítik az orosz hadiflottát a New York-i öbölben. A légi fölény visszaállításával és az ellenséges flotta pusztulásával az Egyesült Államok ellentámadásba lendül, aminek következtében Oroszország visszavonja minden csapatát a keleti partról. Három hónappal később Borisz Vorshevsky orosz elnök Hamburgba repül, hogy részt vegyen a béketárgyalásokon az Egyesült Államokkal. Azonban Makarov emberei rajtaütnek az elnök gépén, amely végül kényszerleszállást hajt végre. A támadók lerohanják a becsapódás helyszínét, megölik az elnököt védő FSO-ügynököket, és elrabolják Vorshevskyt. Makarov azzal fenyegetőzik, hogy megöli az elnök lányát, Alenát, ha nem adja át Oroszország nukleáris indítókódjait. Ezzel párhuzamosan Makarov vegyi fegyvereket csempésztet Sierra Leonéból több NATO-tagállam fővárosába és katonai bázisára.  A 141-es különleges egység nem tudja megakadályozni, hogy a halálos szállítmány elhagyja az országot. Az SAS azonosít egy bombát, amelyet Londonba küldenek, de nem tudnak időben közbelépni, és az felrobban – akárcsak a többi szerte Európában. A NATO a támadások következtében megbénul, és Oroszország – immár Makarov irányítása alatt – lerohanja Európát. A Team Metal megmenti az Egyesült Államok alelnökét Hamburgban, miközben a NATO igyekszik visszaverni az orosz támadást. A 141-es Task Force egy MacMillantől származó információ alapján megtudja, hogy egy szomáliai feketepiaci hadúr, Waraabe kapcsolatban áll a vegyi fegyverekkel. A csapat rajtaüt Waraabe erődítményén Bosasóban, sarokba szorítják és vallomásra kényszerítik. Waraabe elárulja, hogy Viktor "Volk" Khristenko, egy ultranacionalista fedőszervezet, a Fregata Industries vezérigazgatója felelős a bombák elkészítéséért, és jelenleg Párizsban tartózkodik. Price kivégzi Waraabét, majd továbbítja az információt a Team Metalnek, akik a GIGN segítségével indulnak Volk elfogására. Volkot sikeresen elfogják, és kihallgatása során elárulja, hogy Makarov a társai körében Prágában találkozik. Price, Soap és Yuri behatolnak Prágába, de kiderül, hogy a találkozó csapda. A konfliktus során Kamarov őrmester, egy orosz lojalista és Price régi szövetségese, Makarov keze által életét veszti. Makarov "barátjának" nevezi Yurit, ami feszültséget kelt. A következő harc során Soap súlyosan megsérül, a korábban Shepherd által ejtett késes seb újra megnyílik. Végül elvérzik, de még halála előtt felfedi Price-nak, hogy Yuri kapcsolatban áll Makarovval. A feldühödött Price fegyverrel kényszeríti Yurit, hogy beszéljen Makarovval való múltjáról. Yuri elmeséli, hogy jelen volt Pripjatyban Zakhaev 1996-os sikertelen merényletekor, és az ultranacionalista ügy iránti hite megingott, miután 2011-ben (a Modern Warfare eseményei során) Makarov személyesen robbantott fel egy nukleáris töltetet a Közel-Keleten. Yuri megpróbálta megakadályozni a Moszkvai repülőtéri mészárlást is, de Makarov rálőtt, amikor felfedezte árulását. Yuri súlyosan megsebesült, majd a biztonsági erők mentették meg. Miután meghallgatja Yurit, Price kelletlenül, de továbbra is együtt dolgozik vele. MacMillan segítségével bejutnak Makarov csehországi kastélyába, ahol információt szereznek arról, hogy Makarov Berlinben megtalálta és el akarja rabolni Alena Vorshevskyt, az orosz elnök lányát. Price továbbítja az értesülést a Team Metalnek, akik a német Bundeswehr segítségével próbálják megmenteni a lányt, de nem érnek oda időben: Makarov emberei elrabolják Alenát. A csapat nyomon követi őt és az elnököt egy szibériai gyémántbányáig, ahol megindítják a mentőakciót a 141-es Task Force-szal közösen. A Team Metal hősiesen feláldozza magát, hogy feltartóztassa Makarov katonáit, így lehetővé téve, hogy Vorshevsky elnök, a lánya és a 141-es egység tagjai elmenekülhessenek, mielőtt a bánya beomlik. Miután az orosz elnök és lánya megmenekültek, és Makarov tervei nyilvánosságra kerültek, helyreáll a béke Oroszország és az Egyesült Államok között, a háború Európában véget ér, Makarov pedig bujkálni kényszerül. 2017 januárjában Nikolai, Price és Yuri a dubaji Hotel Oasisba követik Makarovot. Price és Yuri robbanásbiztos EOD-védőöltözetet viselve megrohamozzák az épületet, átküzdik magukat a katonákon, és a tetőn sarokba szorítják Makarovot. Az összecsapás során Makarov átveszi az irányítást, és majdnem kivégzi Price-t, ám Yuri közbelép — Makarov lelövi őt, de ez az idő elég Price-nak, hogy meglepje ellenfelét. Price rátámad Makarovra, és egy acélkábelt teker a nyaka köré, majd áttörve egy üvegtetőt ledobja őt a mélybe, felakasztva a terrorvezért. A győztes Price kimerülten, de megkönnyebbülten rágyújt egy szivarra, miközben a mentőcsapatok megérkeznek a hotelhez. 
|  | Itt a vége a cselekmény részletezésének! |

## Fejlesztés
A 2010-es harmadik negyedéves eredménybeszámoló során az Activision megerősítette, hogy a Call of Duty-sorozat nyolcadik része fejlesztés alatt áll a Sledgehammer Games és a Raven Software közreműködésével, és megjelenését 2011 második felére tervezték. Később kiderült, hogy ez a játék az Infinity Ward által készített Call of Duty: Modern Warfare 3 lesz, amelynek többjátékos módján a Sledgehammer és a Raven is dolgozott. A játék fejlesztésének hátterét jelentős belső feszültségek kísérték: Jason West és Vince Zampella, az Infinity Ward társalapítói, jogi vitába keveredtek az Activisionnel, ami végül elbocsátásukhoz vezetett. Az eset után az Infinity Ward több tucat alkalmazottja követte a két vezetőt, ami jelentősen meggyengítette a stúdiót. Ennek következményeként az Activision bevonta a Sledgehammer Games-t és a Raven Software-t a fejlesztésbe. A Modern Warfare 3 fejlesztése már két héttel a Modern Warfare 2 megjelenése után megkezdődött. A Sledgehammer célul tűzte ki, hogy „hibamentes” debütálást biztosítson a Call of Duty-szériában, és hogy a játék Metacritic-értékelése meghaladja a 95%-ot. A játék az úgynevezett MW3 Engine-t használja, amely az IW 5.0 Engine nem hivatalos elnevezése. A technikai fejlesztések közé tartozik a jobb adatstreamelés és hangkezelés. Emellett a Modern Warfare 3 lett az első Modern Warfare-rész, amely beépített támogatást nyújt a színvaksággal élő játékosok számára.

## Fogadtatás
| Összegzőoldal | Értékelés |
| ------------- | --------- |
| Metacritic    | 88/100    |

| Szerző        | Értékelés |
| ------------- | --------- |
| 1Up.com       | A-        |
| Eurogamer     | 8/10      |
| Game Informer | 9/10      |
| GameSpot      | 8,5/10    |
| GameTrailers  | 9,3/10    |
| Giant Bomb    | 4/5       |
| IGN           | 9/10      |
| Joystiq       | 4,5/5     |
| OXM (US)      | 8,5/10    |

A Call of Duty: Modern Warfare 3 „általánosságban kedvező" értékeléseket kapott a Metacritic értékelőgyűjtő oldal szerint.
A Daily Telegraph az Xbox 360-as Call of Duty: Modern Warfare 3 verzióját 5-ből 5 csillagra értékelte, kiemelve, hogy a játék nemcsak megfelel a franchise magas színvonalának – mint például a kiváló hangtervezés, a csiszoltság és a magával ragadó játékmenet –, hanem túl is szárnyalja azokat. Hangsúlyozták, hogy a játék széles körű népszerűsége teljesen indokolt, és a körülötte kialakult várakozások valóságnak bizonyulnak.
Az IGN a játék Xbox 360-as változatát 10-ből 9 pontra értékelte, kiemelve, hogy a játék "nagyszerű többjátékos módot, szórakoztató kampányt és rengeteg tartalmat kínál, de a történet felejthető."

## Díjak, elismerések
| Év   | Díj                     | Kategória                 | Eredmények |
| ---- | ----------------------- | ------------------------- | ---------- |
| 2011 | Spike Video Game Awards | Legjobb lövöldözős játék  | Elnyerte   |
| 2011 | Spike Video Game Awards | Legjobb multiplayer játék | Jelölve    |
| 2012 | D.I.C.E. Awards         | Az év akciójátéka         | Elnyerte   |
| 2012 | D.I.C.E. Awards         | Az év online játéka       | Jelölve    |
| 2012 | D.I.C.E. Awards         | Kiemelkedő hangdizájn     | Jelölve    |

## Fordítás
Ez a szócikk részben vagy egészben  a   Call of Duty: Modern Warfare 3 című angol Wikipédia-szócikk ezen változatának fordításán alapul.  Az eredeti cikk szerkesztőit annak laptörténete sorolja fel. Ez a jelzés csupán a megfogalmazás eredetét és a szerzői jogokat jelzi, nem szolgál a cikkben szereplő információk forrásmegjelöléseként.